# 才津香果
才津 香果（さいつ かぐみ）は日本の実業家、起業家。富裕層向け会員制コンシェルジュ会社「ARKADEAR（アルカディア）」の代表。

## 経歴
1982年生まれ。早稲田大学法学部卒業後、リクルートに入社。２ヶ月で退職後、富裕層向けに旅行提案などのコンシェルジュサービスを行う「ARCADEAR」を設立。

## プロデュース・監修など
アニメ
TVアニメ『イエスタデイをうたって』の企画に携わる。2020年4月4日よりテレビ朝日にて放映。
化粧品
ヒト臍帯血細胞順化培養液化粧品「LABODIA」をプロデュースする。
ジュエリー
ダイヤモンドジュエリーブランド「ARKADEAR jewelry（アルカディア ジュエリー）」をプロデュースする。
スイーツ
ハレの日に、ご縁を繋ぐオーダーメイドスイーツ「goen」をプロデュースする。

## その他
以下項目は本人、または周辺関係者により記載された可能性のある確証の得られない情報です。
また広告的な意味合いを持つ可能性があります。
愛車
ロールス・ロイス・ファントム。運転手付きで、車体価格8,000万円。
鞄・コレクション
エルメスのバーキンのみ二十数点で、合計約4,519万円相当。
時計
2,500万円
自宅
約4億円のタワーマンション
友人
ジム・ロジャース

## テレビ出演
ノブナカなんなん？～アノ人なんなん？人生のぞき見ドキュメント～　テレビ朝日　2021年3月6日（土）放送回出演
グレート☆コネクション　日本テレビ　2019年5月31日（金）放送回出演
ゼロイチ　日本テレビ　2021年8月21日（土）放送回出演
選挙ステーション　テレビ朝日　2021年10月31日（日）放送回出演

## メディア掲載
なぜ私は5億円もかけて自腹で世界中を旅してきたのか？ | ライフスタイル | LEON レオン オフィシャルWebサイト

## SNS
Instagram（kagumi.trip）